# 日本アーカイブズ学会
日本アーカイブズ学会（にほんアーカイブズがっかい、The Japan Society for Archival Science: JSAS）は、文書館などのアーカイブズの研究および実践のために2004年に設立された日本の学術団体。

## 概要
設立趣意書は、アーカイブズを「団体、家および個人が作成し、収受し、保存されてきた記録からなり、手書きや印刷された紙媒体のもの、電磁的記録のもの、そしてオーラルヒストリーなどからなっている」と定義し、会の活動領域は「(1)アーカイブズの管理に関する研究、(2)アーカイブズの成立・構造・伝来などに関する研究、(3)アーカイブズの教育・普及に関する研究などから構成されており、歴史学、社会学、情報学など既存の様々な学問分野の学理と連携しつつ、独自な領域をもつ」と説明している。
設立時、「大学での講座開設を進めるために、まずモデルのカリキュラム編成に取り組み、資格の創設も目指したいとしている」と報じられていた。学習院大学大学院人文科学研究科にアーカイブズ学専攻が設置されたのは2008年4月であった。

## 目的と活動
会則によれば、“アーカイブズに関する調査・研究を行い、わが国におけるアーカイブズ学の進展に寄与するとともに、アーカイブズ制度の発展に貢献すること”を目的とし、以下のような事業活動をするとしている。
- 研究集会及び総会の開催
- 機関誌及びアーカイブズ関係文献の刊行
- Webサイトの運営
- 国内外の関係団体・機関との交流
- その他必要と認める事業

機関誌『アーカイブズ学研究』は年2回刊行されている。
2012年、日本アーカイブズ学会登録アーキビストに関する規程・細則を確定した。

## 組織
2022年1月時点で、役員数は25人、会員数は個人正会員が461人、賛助団体が20である。
事務局は、東京都港区新橋1-5-5 国際善隣会館5階に置かれている。

## 歴代会長
※所属は就任時のもの。
- 初代会長（2004-2009年度）：高埜利彦（学習院大学文学部）[9][10][11]。
- 第二代会長（2010-2013年度）：高橋実（人間文化研究機構国文学研究資料館）[12][13]。
- 第三代会長（2014-2015年度）：石原一則（神奈川県立公文書館）[14]。
- 第四代会長（2016-2019年度）：大友一雄（人間文化研究機構国文学研究資料館）[15][16]。
- 第五代会長（2020年度-）：保坂裕興（学習院大学大学院人文科学研究科アーカイブズ学専攻）[17][18]。